# Czternaście bajek z Królestwa Lailonii Leszka Kołakowskiego
Czternaście bajek z Królestwa Lailonii Leszka Kołakowskiego – animowany cykl filmowy, ekranizacja 13 bajek z królestwa Lailonii dla dużych i małych Leszka Kołakowskiego (wyd. 1963).

## Charakterystyka
Cykl został zrealizowany w latach 1997–2011 w Telewizyjnym Studiu Filmów Animowanych w Poznaniu przez Macieja Wojtyszkę, Jacka Adamczaka, Jacka Kasprzyckiego, Krzysztofa Kiwerskiego, Hieronima Neumanna, Marka Serafińskiego, Piotra Muszalskiego, Pawła Walickiego, Łukasza Słuszkiewicza, Zbigniewa Koteckiego, Tamarę Sorbian oraz Marka Luzara.
Pomysłodawcą adaptacji oraz autorem scenariuszy i opracowania dialogów był Jan Zamojski.
Autorem czołówki był Piotr Dumała.
Kierownikiem produkcji filmów: „Piękna twarz”, „Wojna z rzeczami”, „Garby”, „Jak bóg Maior utracił tron”, „O największej kłótni” była Ewa Sobolewska, a kierownikiem produkcji filmów: „O sławnym człowieku”, „Czerwona łata”, „O wielkim wstydzie”, „O zabawkach dla dzieci”, „Jak Gyom został starszym panem” i „Oburzające dropsy” – Ewa Samborska.
Opiekunem artystycznym serialu był Maciej Wojtyszko, a literackim – Anna Zaremba.
Filmy z cyklu były prezentowane na ponad 70. festiwalach krajowych i zagranicznych oraz zdobyły 31 nagród.
Były one także prezentowane od 25 do 30 listopada 2011 w Teatrze X-Kei i Teatrze OM -2 w Tokio w ramach Programu Kulturalnego Polskiej Prezydencji w Unii Europejskiej.

## Tytuły poszczególnych części
- Piękna twarz (1997) – reżyseria Maciej Wojtyszko, scenariusz Jan Zamojski, zdjęcia Krzysztof Szyszka, muzyka Jan Janga-Tomaszewski[3]
- Czerwona łata (1997) – reżyseria Marek Luzar, scenariusz Jan Zamojski, zdjęcia Krzysztof Szyszka, muzyka Andrzej Lamers[4]
- O sławnym człowieku (1998) – realizacja Krzysztof Kiwerski, scenariusz Jan Zamojski, zdjęcia Tomasz Wolf i Tomasz Chmiel, muzyka Janusz Grzywacz[5]
- Wojna z rzeczami (1998) – reżyseria Jacek Kasprzycki, scenariusz Jan Zamojski, zdjęcia Krzysztof Szyszka, muzyka Arnold Dąbrowski[6]
- Garby (1998) – reżyseria Marek Serafiński, scenariusz Jan Zamojski, zdjęcia Jan Maciej Ptasiński i Adam Dąbrowski, muzyka Janusz Grzywacz[7]
- O wielkim wstydzie (1998) – reżyseria Jacek Adamczak, scenariusz Jan Zamojski, zdjęcia Krzysztof Szyszka, muzyka Zbigniew Kozub[8]
- O zabawkach dla dzieci (1999) – reżyseria Hieronim Neumann, scenariusz Jan Zamojski, zdjęcia Zbigniew Kotecki i Jadwiga Zauder, muzyka Krzesimir Dębski[9]
- Jak bóg Maior utracił tron (1999) – reżyseria Piotr Muszalski i Paweł Walicki, scenariusz Jan Zamojski, zdjęcia Krzysztof Napierała i Krzysztof Szyszka, muzyka Ryszard Tymon Tymański[10]
- Jak Gyom został Starszym Panem (1999) – reżyseria Łukasz Słuszkiewicz, scenariusz Jan Zamojski, zdjęcia Krzysztof Szyszka, muzyka Janusz Grzywacz[11]
- O największej kłótni (1999) – reżyseria Zbigniew Kotecki, scenariusz Jan Zamojski, scenografia Maria Balcerek, zdjęcia Zbigniew Kotecki, muzyka Marcin Pospieszalski[12] Lalki, dekoracje i zdjęcia zostały wykonane w Studio Filmowym Semafor w Łodzi.
- Oburzające dropsy (2000) – reżyseria Tamara Sorbian, scenariusz Jan Zamojski, zdjęcia Krzysztof Szyszka, muzyka Arnold Dąbrowski[13]
- Jak szukaliśmy Lailonii (2011) – reżyseria Jacek Adamczak, scenariusz Jan Zamojski, zdjęcia Krzysztof Napierała, muzyka Zbigniew Kozub[14]

## Obsada
- Zbigniew Zapasiewicz – Narrator
- Andrzej Arciszewski – „O największej kłótni” – Eino
- Adam Bauman – „Jak Bóg Maior utracił tron” – Ubi
- Tomasz Bednarek – „O wielkim wstydzie” – Rio
- Włodzimierz Bednarski – „Oburzające dropsy” – Pepi
- Janusz Bukowski – „Oburzające dropsy” – Gia; „Jak Gyom został starszym Panem” – Starszy Pan
- Antonina Choroszy – „Piękna twarz” – Nino
- Witold Dębicki – „Jak Bóg Maior utracił tron” – Bóg Maior
- Marek Frąckowiak – „O największej kłótni” – Aho; „Jak Gyom został starszym Panem” – Policjant; „O zabawkach dla dzieci” – Pigu
- Jarosław Gajewski – Garby – Ajio / Garb Ajio; „O sławnym człowieku” – Lektor TV
- Agata Gawrońska – „Oburzające dropsy” – Heja
- Antonina Girycz – „O wielkim wstydzie” – Wróżka
- Paweł Iwanicki – „O największej kłótni” – Laje
- Cezary Kwieciński – „Jak Gyom został starszym Panem” – Elegant
- Ania Malarz – „Oburzające dropsy” – Kiwi
- Mieczysław Morański – „O wielkim wstydzie” – Pan; Trębacz
- Dominika Ostałowska – „Wojna z rzeczami” – Lina
- Wojciech Paszkowski – „Jak Bóg Maior utracił tron” – Obi
- Radosław Pazura – „Wojna z rzeczami” – Ditto
- Marek Robaczewski – „Oburzające dropsy” – Kakuu
- Iwona Rulewicz – „Jak Gyom został starszym Panem” – Mek-Mek
- Jacek Sołtysiak – „Jak Gyom został starszym Panem” – Gyom
- Longin Szmyd – Tat
- Andrzej Tomecki – „Jak Gyom został starszym Panem” – Jamnik, Sztubak
- Jolanta Wilk – „Oburzające dropsy” – Hipa
- Wojciech Wojtkowski – Ajio / Garb Ajio
- Mirosław Zbrojewicz – „O wielkim wstydzie” – Generał
- Ewa Złotowska – „O zabawkach dla dzieci” – Memi
- Andrzej Seweryn - „Jak szukaliśmy Lailonii” - Poszukiwacze Lailonii

oraz
- Janusz Andrzejewski
- Elżbieta Bednarek
- Szymon Bobrowski
- Ryszard Bojarski
- Dorota Chotecka
- Adam Dąbrowski
- Zbigniew Grochal
- Michał Grudziński
- Arkadiusz Jakubik
- Beata Kawka
- Kazimierz Klicki
- Anna Korpowska
- Adam Łowicki
- Aleksander Machalica
- Bogdan Misiewicz
- Ryszard Nawrocki
- Bogdan Nowicki
- Marcin Nowicki
- Joanna Orzeszkowska
- Jolanta Pilimon
- Daniela Popławska
- Agnieszka Różańska
- Maria Rybarczyk
- Paweł Szczesny
- Robert Tondera
- Ewa Tudorowska
- Joanna Wizmur
- Tomasz Wojtkowski
- Ewa Ziobrowska

## Nagrody

### O sławnym człowieku
- 1998 – Srebrna Kreska dla Krzysztofa Kiwerskiego na V Ogólnopolskim Festiwalu Autorskich Filmów Animowanych w Krakowie

### O wielkim wstydzie
- 1998 – Srebrna Kreska dla Jacka Adamczaka na V Ogólnopolskim Festiwalu Autorskich Filmów Animowanych w Krakowie
- 1999 – Poznańskie Srebrne Koziołki dla Jacka Adamczaka, Nagroda Jury Konkursu Krajowego dla najlepszego filmu animowanego przyznana na XVII Międzynarodowym Festiwalu Filmów Młodego Widza Ale Kino!
- 1999 – Marcinek dla Jacka Adamczaka za reżyserię i opracowanie plastyczne przyznana przez Krajowe Jury Dziecięce oraz za interesującą animację oraz przypomnienie widzom, że „najważniejsze jest niewidoczne dla oczu”, a w szarej rzeczywistości tylko sny okazują się kolorowe[15] przyznana przez Międzynarodowe Jury Dziecięce na XVII Międzynarodowym Festiwalu Filmów Młodego Widza Ale Kino!
- 2000 – wyróżnienie dla filmu, przyznane przez Jury IX International Film Festiwal „Golden Knight” w Moskwie

### O zabawkach dla dzieci
- 1999 – Marcin, Nagroda Jury Dziecięcego dla Hieronima Neumanna za najlepszy film przyznana przez Krajowe Jury Dziecięce na XVII Międzynarodowym Festiwalu Filmów Młodego Widza Ale Kino!

### Jak bóg Maior utracił tron
- 2000 – wyróżnienie specjalne dla Piotra Muszalskiego i Pawła Walickiego za opracowanie plastyczne filmu na VI Ogólnopolskim Festiwalu Autorskich Filmów Animowanych OFAFA'2000 w Krakowie

### O największej kłótni
- 2000 – Dyplom uznania dla Zbigniewa Koteckiego na Międzynarodowym Festiwalu dla Dzieci w Kairze (10th Cairo International Film Festival for Children)
- 2000 – II Nagroda Główna dla Zbigniewa Koteckiego na Biesiadzie z Filmem Dokumentalnym i Animowanym DAF w Szczecinie
- 2000 – Poznańskie Srebrne Koziołki, nagroda Jury za najlepszy film animowany dla Zbigniewa Koteckiego na Konkursie Krajowym XVIII Międzynarodowego Festiwalu Filmów Młodego Widza Ale Kino!
- 2000 – Nagroda Jury Dziecięcego dla Zbigniewa Koteckiego za reżyserię na festiwalu jw.
- 2000 – wyróżnienie „Marcinek”, Nagroda Jury Dziecięcego na festiwalu jw.
- 2000 – Poznańskie Koziołki dla Marii Balcerek za najlepsze opracowanie plastyczne w filmie na festiwalu jw.
- 2000 – Nagroda Jury Dziecięcego dla Marii Balcerek za najlepsze opracowanie plastyczne w filmie na festiwalu jw.
- 2000 – Poznańskie Koziołki dla Adama Wyrwasa i Krzysztofa Brzezińskiego za animację na festiwalu jw.
- 2000 – Poznańskie Koziołki dla Marcina Pospieszalskiego za muzykę na festiwalu jw.
- 2000 – Nagroda Główna w kategorii: najlepszy film animowany dla Zbigniewa Koteckiego na International Short Film Festiwal w Sienie
- 2000 – II Nagroda w kategorii filmu animowanego dla Zbigniewa Koteckiego na Millenium Film Festival of Fine Arts w Szolnoku
- 2000 – Srebrna Kreska dla Zbigniewa Koteckiego na VI Ogólnopolskim Festiwalu Autorskich Filmów Animowanych OFAFA'2000 w Krakowie
- 2004 – Nagroda Jury Dziecięcego za najlepszy film animowany przeglądu Stowarzyszenia Filmowców Polskich „55 lat polskiej animacji dla dzieci” przyznana na 22 Międzynarodowym Festiwalu Filmów dla Dzieci „Ale Kino!” w Poznaniu.